# 噬母现象

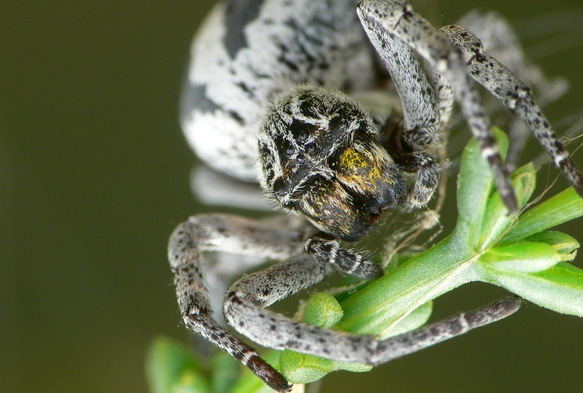
沙漠蜘蛛是噬母行為最為詳細描述的物種之一。

噬母（英语：Matriphagy）是生物体食用自己母体或母体局部的一种现象。这种现象经常会在蜘蛛身上出现。目前已知的四万多种蜘蛛中，噬母行为主要见于以下几类：管巢蛛科红螯蛛属、隆头蛛科穹蛛属、暗蛛科暗蛛属和蟹蛛科狩蛛属。除此之外，在一些蚓螈目动物中，也发现了这种现象。这些蚓螈目动物的幼体在出生后会啃食母体的皮肤来获取营养，不过由于皮肤可以更新，所以这种噬母行为不会导致母体死亡。而蜘蛛往往是将活着的母体全部吃下。